# Kita, Niigata
Kita (北区 Kita-ku) là quận thuộc thành phố Niigata, tỉnh Niigata, Nhật Bản. Tính đến ngày 1 tháng 10 năm 2020, dân số ước tính của quận là 72.804 người và mật độ dân số là 680 người/km2. Tổng diện tích của quận là 107,6 km2.

## Địa lý

### Đô thị lân cận
- Niigata
  - Shibata
  - Agano
  - Niigata
    - Higashi
    - Kōnan

  - Seirō